# Oto-spondylo-megaepiphysäre Dysplasie
Die Oto-spondylo-megaepiphysäre Dysplasie kurz OSMED ist eine vererbbare Skelettdysplasie mit einer Kombination von Innenohrschwerhörigkeit („oto“) und charakteristischen Röntgenbefunden an der Wirbelsäule („spondylo“) und vergrößerten Epiphysen.

## Verbreitung
Die Häufigkeit wird mit unter 1 zu 1.000.000 angegeben, bislang wurden etwa 30 Patienten beschrieben. Die Vererbung erfolgt autosomal-rezessiv.

## Ursache
Der Erkrankung liegen Mutationen im COL11A2-Gen im Chromosom 6 am Genort p21.32 oder selten im COL2A1-Gen im Chromosom 12 an q13.11 zugrunde, welche jeweils für die Bildung des Knorpelkollagens kodieren.
OSMED wird zu den Typ-XI-Kollagenopathien gezählt, da die meisten beschriebenen Fälle homozygote Mutationen im COL11A2-Gen (6p21.3) trugen, das für die Alpha-2-Kette des Kollagens Typ XI kodiert.
Mutationen am COL11A2-Gen finden sich außerdem bei:
- Weissenbacher-Zweymüller-Syndrom.[5]
- Stickler-Syndrom Typ III[6]
- Fibrochondrogenesie Typ 2 (FBCG2)
- Schwerhörigkeit, autosomal rezessiv, Typ 53 (DFNB53)
- Schwerhörigkeit, autosomal dominant, Typ 13 (DFNA13)

Mutationen am COL2A1- Gen finden sich auch beim Stickler-Syndrom Typ I.

## Einteilung
Ein Versuch einer Übersicht besteht in der Unterteilung nach homo- oder heterozygot.
Synonyme für die homozygote Form sind:
- Nance-Sweeney-Syndrom
- Insley-Astley-Syndrom
- OSMED, autosomal-rezessiv
- OSMED, homozygot

Synonyme für die heterozygote Erkrankung sind:
- OSMED,  autosomal-dominant
- OSMED,  heterozygot
- Pierre-Robin-Syndrom mit Fetaler Chondrodysplasie
- Stickler-Syndrom Typ III
- Weissenbacher-Zweymüller-Syndrom (WZS)

Es besteht keine Einigkeit darin, ob es sich überhaupt um distinkte Erkrankungen handelt oder ob es sich um ein Spektrum ein und derselben Krankheit handelt.

## Klinische Erscheinungen
Entsprechend der zur Genetik ausgeführten ergibt sich klinisch eine beträchtliche Überlappung zu den anderen Syndromen.
Klinische Kriterien sind:
- Innenohrschwerhörigkeit (Schallempfindungsschwerhörigkeit)
- Vergrößerte Epiphysen der langen Röhrenknochen und der Metakarpalia, aufgetriebene Köpfchen der Grundphalangen
- Wirbelkörperanomalien wie Platyspondylie und Spaltwirbel
- Skelettdysplasie mit unproportioniert kurzen Gliedmaßen
- Normale Körperlänge
- Typisches Gesicht mit Mittelgesichtshypoplasie, kurzer Nase und flachem Nasenrücken, langem Philtrum, Mikrogenie und Hypertelorismus

meist: Gaumenspalte
Ab dem zweiten Lebensjahrzehnt treten Gelenkschmerzen mit Bewegungseinschränkung in den Metacarpo-phalangeal-Gelenken auf.

## Differentialdiagnose
Das Stickler-Syndrom kann aufgrund der Augensymptome früh abgegrenzt werden, die Differenzierung vom WZS ist schwieriger.

## Therapie und Prognose
Eine kausale Behandlung ist nicht bekannt. Die diversen Symptome können behandelt werden: Verschluss der Gaumenspalte, Audiometrie mit Anpassung eines Hörgerätes, Behandlung der Gelenkschmerzen.
Die Prognose wird durch den Schweregrad der Osteoarthritis bestimmt.